# Radulec
Radulec es una localidad de Croacia en el municipio de Dubrava, condado de Zagreb.

## Geografía
Se encuentra a una altitud de 124 m s. n. m. a 58,4 km de la capital nacional, Zagreb.

## Demografía
En el censo 2011, el total de población de la localidad fue de 139 habitantes.
Según estimación 2013 contaba con una población de 138 habitantes.